# Lief Vleugels
Lief Vleugels (Herentals, 1953) is een Vlaamse schrijfster. Zij schrijft proza en poëzie, was als docente schrijftraining en poëzie verbonden aan de Antwerpse SchrijversAcademie, de Schrijversvakschool in Paramaribo (Suriname), en diverse organisaties, zoals scholen, bibliotheken en gevangenissen.
In 1999 verscheen haar debuutroman Zullen we dansen, prinses, gevolgd door de roman Schelpen en lege dozen (2001), beide bij Uitgeverij Wereldbibliotheek in Amsterdam. In 2013 verscheen bij Uitgeverij Xanten in Utrecht haar roman Omdat de dagen liegen , in 2015 de (auto)biografische roman Alles stroomt, over het leven en de zelfdoding van haar dochter.
Haar poëziebundels Getij (2005), In de adem van Zeus (2007), Mensen (2008), Vrije val met hindernissen (2017) en De roes van andere oorden (2024) werden uitgebracht door Uitgeverij P in Leuven. Tevens publiceerde ze verhalen en gedichten in diverse bloemlezingen en literaire tijdschriften.